# Parafia św. Maksymiliana Kolbego w Żywcu
Parafia św. Maksymiliana Kolbego – parafia rzymskokatolicka działająca w Żywcu, należąca do metropolii krakowskiej, diecezji bielsko-żywieckiej i dekanatu żywieckiego. Swoim zasięgiem obejmuje dzielnicę Oczków.

## Historia
Przed budową własnego kościoła, wieś Oczków należała do parafii w Łękawicy. Prowadzone tu były lekcje religii dla dzieci, odbywające się w lokalu prywatnym, w którym od 1977 odprawiano również msze święte.
W 1978 w Oczkowie miała miejsce wizytacja kanoniczna kard. Karola Wojtyły, podczas której zachęcił on społeczność miejscowości do podjęcia starań o wzniesienie własnego kościoła. Projekt świątyni przygotowany został przez Weronikę i Zbigniewa Kołder z Cieszyna. 25 września 1981 pozyskane zostało pozwolenie na jego budowę, a krzyż umieszczony na placu przeznaczonym pod powstanie obiektu został poświęcony w kwietniu 1982 przez biskupa ks. Jana Pietraszko. W czerwcu 1982 rozpoczęte zostały prace budowlane.
W grudniu 1982 miała tu miejsce pierwsza msza, która została poprowadzona w zakrystii powstającej świątyni. W 1983 powstała samodzielna parafia w Oczkowie, której proboszczem został ks. Zygmunt Bernat. W 1986 kardynał Franciszek Macharski dokonał poświęcenia kościoła.
Ksiądz Zygmunt Bernat pełnił stanowisko proboszcza do 28 stycznia 2021. Kolejnym proboszczem parafii został ks. Piotr Jarosz.

## Proboszczowie
| L.p. | Imię i nazwisko | Czas urzędowania                 |
| ---- | --------------- | -------------------------------- |
| 1.   | Zygmunt Bernat  | 10 lipca 1983 – 28 stycznia 2021 |
| 2.   | Piotr Jarosz    | 28 stycznia 2021 – obecnie       |